# 泛美航空151号班机空难
1951年6月22日，一架洛克希德L-049式客机（注册号N88846）在执飞泛美航空151号航班时，坠毁于利比里亚邦县的一座山丘上。机上31名乘客和9名机组人员全部遇难。

## 事故经过
该航班从约翰内斯堡出发，目的地为纽约市。事故发生时，飞机正从加纳阿克拉飞往利比里亚蒙罗维亚。3:01，飞机在黎明时刻接近蒙罗维亚罗伯茨机场。这时，机组向塔台报告称：塞内加尔达喀尔的无线电信标干扰了蒙罗维亚机场的信标。3:15分，地面向飞机发送了一份天气报告。此后，地面与飞机失去联系。6月22日4:10，飞机正式宣告失踪。随后，救援人员立刻展开空中搜寻，但没有找到飞机位置。6月23日下午2:30，邦县一座小镇的信使报告了失事飞机的消息。飞机在至少一天前坠毁于一个山坡上，无人生还。
经过一天多的搜寻，周四晚上失踪的那架泛美航空飞机终于找到了，机体已经完全损毁。航空公司副总裁，阿诺德·哈利斯如是说。利比里亚萨诺耶（Sanoye）的一个传教士最先发现了残骸。随后，泛美航空人员从空中目视辨认出了残骸。——纽约时报 1951年6月24日

## 调查
据测算，飞机坠毁地点远在罗伯茨机场信标的有效范围之外。这一发现以及那份指出达喀尔信标和罗伯茨机场信标互相干扰的报告，促使两地调整了各自信标的频率。调查人员在残骸上看不出机械故障的情况。飞机的油料可支持飞行八小时。当时的天气和飞机的载重也都没有问题。
民用航空委员会的报告认为，机长在下降过程中，未能给予飞机位置足够的关注，从而使得飞机高度过低撞山坠毁。